# لويز لي بارون
لويز لي بارون (بالإنجليزية: Louise Le Baron)‏ هي مغنية أوبرا وممثلة أمريكية، ولدت في أكتوبر 1874 في وينتشتر ‏ في الولايات المتحدة، وتوفيت في 11 فبراير 1918 في لنكن في الولايات المتحدة.